# Białogłowa
Białogłowa – w języku staropolskim termin ten oznaczał kobietę zamężną.  Pochodzi od białego nakrycia głowy, powszechnie stosowanego w dawnych wiekach przez kobiety. Wyraz ten znajdował się w użyciu do końca XVIII wieku, po czym wyszedł z obiegu. Jeszcze wcześniej, bo mniej więcej w połowie tego samego stulecia, z użycia wyszła jego skrócona forma białka (zachowana  do dziś w języku kaszubskim).
Istnieje ludowa wersja etymologii tego wyrazu, zgodnie z którą Słowianie wiązali kolor biały z dobrem i pięknem, a barwę czarną z brzydotą i złem.